# 袅袅虚拟歌手
袅袅虚拟歌手（簡稱袅袅或NIAONiao）是迪声软件開發的免費電子音樂製作語音合成軟件。只需輸入音調和歌詞，就可以合成為原為人類聲音的歌聲。是首個由中國研發的語音合成軟件。部分用家認為其音質比不上同類軟件VOCALOID，大約跟UTAU的音質相近。

## 特徵
本軟體跟Yamaha開發的VOCALOID及免費軟體UTAU的運作原理相似。預設的聲庫為「余袅袅」，但也能下載官方提供的其他聲庫或自製聲庫。
袅袅的界面下方能更改各種參數、滑音及抖音。袅袅能輸入MIDI、VSQ及UST檔案格式，並輸出成袅袅專用的檔案格式「.nn」，也能匯出成WAV、MP3或MIDI等常見音樂格式。

## 聲庫
- 余袅袅：本軟件的首個聲庫，設定上為19歲的女性，推出日期為2012年1月20日[8]。
- 慕晴：設定上為14歲的女性，推出日期為2012年2月8日[9]。
- 慕瑶：設定上為12歲的女性，推出日期為2012年3月1日[10]。
- 慕橙：設定上為11歲的女性，推出日期為2012年4月11日[11]。
- 金奕鸣：設定上為18歲的男性，推出日期為2012年6月18日[12]。
- 颜如月：設定上為22歲的女性[13]。

## 外部連結
- （简体中文）迪声软件官方網站（页面存档备份，存于）
- （简体中文）袅袅虚拟歌手官方網站（页面存档备份，存于）